# Дербисали Беркимбаев
Беркимбаев Дербисалы (каз. Дербісалы Беркімбайұлы; 1837—1913) — старший внештатный чиновник особых поручений среди казахов Тургайской области, казахский общественный деятель, управитель рода жагалбайлы в Орском окружном приказе, бий (судья), член Актюбинской уездной комиссии, полковник.

## Биография
Родился в семье богатого старшины Беркимбая Бутбаева из рода Жагалбайлы подрод Малатау в ауле Ойсылкара Тургайской области Российской империи.
Как общественный деятель Дербисалы Беркимбаев состоял членом-сотрудником Оренбургского отделения Императорского географического общества, был действительным членом Тургайского областного статистического комитета и почетным мировым судьей Оренбургского окружного суда.
В 20 лет стал судьей-бием окружных сел. В возрасте 22-х лет был назначен начальником сначала 15-й (позже вошла в территорию Кустанайского уезда Тургайской области), а затем 23-й дистанций Средней части области оренбургских казахов и прослужил на этой должности в течение девяти лет (1860—1869)
Дербисалы Беркимбаев был членом организационной комиссии во введению «Временного Положения об управлении об управлении степных областей Оренбургского и Западно-Сибирского генерал-губернаторства» от 21 октября 1868 года. В результате на территории казахов оренбургского ведомства были созданы Уральская и Тургайская области. Дербисалы Беркимбаев участвовал в создании волостей на территории Иргизского уезда Тургайской области.
В январе 1869 года первым младшим помощником начальника Иргизского уезда, через три года (3 мая 1873) Д.Беркимбаев был назначен младшим помощником начальника Илецкого (Актюбинского уезда). Практически с этого времени, Д.Беркимбаев проработал в системе Актюбинского уездного управления более 20 лет.
25 сентября 1893 году Дербисалы дослужился до внештатного чиновника по особым поручениям губернатора Тургайской области.
Русский путешественник, географ Николай Пржевальский в одном из своих походов ехал до Ташкента, Дербисалы сопровождал его от Оренбурга до нынешней Кызылорды в течение 22 дней, посреди зимы.
Был отмечен высочайшим приглашением на празднование 300-летия дома Романовых в Петербург
Способствовал открытию семи аульских школ, почтового тракта Орск — Казалинск, двух мечетей в городе Орск, одна из них сохранилась до сих пор, (Орская соборная мечеть)

## Награды и звания
- За службу Дербисали Беркимбаев был награждён 5 орденами, 2 золотыми и 3 серебряными медалями.
- В 1876 году ему было присвоено звание «Почетный дворянин Российской империи».
- Орден Святого Станислава III степени.[1]
- Орден Святой Анны II и III степени
- Орден Святого Владимира II и IV степеней степени
- Медаль «За усердие» на Аннинской ленте.[3]

## Память
- В городе Хромтау на аллее, по проспекту Мира, состоялось торжественное открытие памятника.
- 13 октября 2006 года в Оренбургской степи был торжественно, с участием высокопоставленных представителей местной власти и высоких гостей из Казахстана, в селе Крыловка, открыт мавзолей Дербисали Беркимбаеву.